# Lukas Hottinger
Lukas Conrad Hottinger (nascut el 25 de febrer de 1933 a Düsseldorf, † 4 de setembre de 2011 a Basilea) va ser un micro-paleontòleg suís i biòleg especialitzat en foraminífers (i aquí macroforaminifera).
Hottinger, que venia d'una família de metges i va néixer a Düsseldorf com a ciutadà suís, va anar a l'escola a Basilea (es va graduar del Gymnasium Humanístic el 1952) i va estudiar allí (després d'estudiar medicina) geologia, paleontologia, mineralogia, zoologia i botànica. Va rebre el seu doctorat el 1959 sota Manfred Reichel a la Universitat de Basilea sobre la sistemàtica i Bioestratigrafia del grup foraminífer d'Alveolinidae del Paleocè i Eocè. Igual que el seu mestre Reichel, va ser un dibuixant de talent i va fer els dibuixos de foraminífers per a la seva pròpia dissertació. Com a estudiant de Postdoctorat, va treballar entre 1959 i 1964 per a l'estudi geològic del Marroc sota Georges Choubert i Anne Faure-Muret. Va establir el seu primer laboratori micropaleontològic allí a Rabat i va impartir classes a la Universitat de Rabat. Això va conduir a guanyar una plaça de catedràtic a Basilea del camp dels foraminífers del Jurassic al Marroc. Des de 1964 va ser comissari assistent al Museu d'Història Natural de Basilea com a col·lega d'Hans Schaub, amb qui també va treballar i va ser molt amic. Al museu va construir una exposició permanent sobre la geologia de la zona de Basilea. El 1966 es va convertir en el successor del seu mestre Reichel, professor de Geologia i Paleontologia de Basilea i també al Museu d'Història Natural local. El 1998 es va retirar. Des de la seva visita a la Universitat Hebrea el 1970, ha treballat extensament amb científics israelians (Zeev Reiss del Laboratori de Marina Steinitz a Eilat) i des de 1969 amb micropalaeontólogos a Eslovènia (Ljubljana). També va tenir contactes estrets amb institucions de recerca a les Universitats de Barcelona, Lahore, Esfahan i Nàpols.
Va ser considerat un científic reconegut internacionalment per foraminífers, que va estudiar a gairebé a tots els continents (com l'Indo-Pacífic, Àfrica, l'Atlàntic, el Mediterrani, els Pirineus). A més de foraminífers fòssils, també tracta de recents, per exemple, a les Maldives, Maurici, el Golf d'Aqaba, el Mediterrani i Nova Caledònia. També va utilitzar els seus coneixements per a estudis sobre contaminació ambiental i la deposició de residus radioactius en les profunditats del mar. Va ser membre de la Comissió Estratigràfica Internacional del Paleògen a més va exercir un paper destacat en el projecte Early Paleogene Benthos IGCP (Programa Internacional de Geociència de la UNESCO i el IUGS), que va estudiar el desenvolupament de la fauna marina després de l'extinció massiva en els canvis del Cretaci-Terciari i en el projecte IGCP Neritic a l'Orient Mitjà / Eocè superior. Va donar classes a la dècada de 1990 sobre macroforaminífers dins del programa COMETT UE.
El 2007 es va convertir en un membre de la Societat Paleontològica i va ser membre de l'Acadèmia Suïssa de Ciències Naturals (el vicepresident del qual va ser de 1988 a 1994) i l'Acadèmia Eslovena de Ciències (1993). El 1997 va rebre el Premi Cushman de la Fundació Cushman per la Investigació Foraminiferal pel treball de la seva vida i a més va ser anomenat Doctor Honoris Causa per la Universitat Autònoma de Barcelona.
Hottinger va publicar més de 160 assaigs i sis monografies importants.
Estava casat i tenia tres fills.